# 소련의 국가

소련의 국기

소련 국가(Госуда́рственный гимн СССР) 또는 소비에트 연방 찬가(러시아어: Гимн Сове́тского Сою́за)는 1944년 3월 15일부터 소련이 붕괴된 1991년 12월 26일까지 소련의 국가이다. 세르게이 미할코프가 작사했으며 알렉산드르 알렉산드로프가 작곡했다.

## 역사
소련의 국가는 국제공산당의 단결을 주장하는 인터내셔널가(Интернациона́л)였다. 그러나 기존의 프롤레타리아트에게는 조국이 없다는 기존의 원칙에서 벗어나 새롭게 국가를 작곡하였고, 다른 여러 곡과의 선정 끝에 알렉산드로프가 볼셰비키 당가(Гимн па́ртии большевико́в)를 개조하여 쓴 노래가 국가로 최종 선정되었다.
본래는 스탈린을 찬양하는 내용의 가사도 삽입되어 있었으나, 1953년 스탈린 사망 후 스탈린 격하 운동으로 스탈린이 비판받으면서 가사는 불리지 않고 반주만 연주하게 되었다.
1944년 국가의 3절은 제2차 세계대전과 적들과의 전투에 관한 구절이 있었는데, 호전적이라는 평가로 1977년 9월 1일 스탈린이 언급되지 않는 새로운 가사와 재구성한 3절과 함께 다시 가사와 연주하게 되었다.
이 곡은 러시아 소비에트 연방 사회주의 공화국의 국가도 겸했다. 현재 러시아의 국가는 이 곡을 원곡으로 한 것이다.

## 1944년 가사
| 키릴 문자 | 한글독음 | 라틴음역 | 발음(IPA 표기) |
| Союз нерушимый республик свободных Сплотила навеки Великая Русь. Да здравствует созданный волей народов Единый, могучий Советский Союз! Славься, Отечество наше свободное, Дружбы народов надёжный оплот! Знамя советское, знамя народное Пусть от победы к победе ведёт!: Сквозь грозы сияло нам солнце свободы, И Ленин великий нам путь озарил: Нас вырастил Сталин – на верность народу, На труд и на подвиги нас вдохновил! Славься, Отечество наше свободное, Счастья народов надёжный оплот! Знамя советское, знамя народное Пусть от победы к победе ведёт! Мы армию нашу растили в сраженьях. Захватчиков подлых с дороги сметём! Мы в битвах решаем судьбу поколений, Мы к славе Отчизну свою поведём! Славься, Отечество наше свободное, Славы народов надёжный оплот! Знамя советское, знамя народное Пусть от победы к победе ведёт! | 사유즈 녜루쉬믜 리스뿌블릭 스바볻늬흐 스쁠라찔라 나볘끼 볠리까야 루스 다 즈드라슷부옛 소즈단늬 볼례히 나로답 이딘늬 마구츼 사볫스끼 사유즈: 슬랍샤 아쪠체스뜨바 나쉐 스바볻나예 드루쥐븨 나로답 나됴쥐늬 아쁠롯 즈나먀 사볫스까예 즈나먀 나롣나예 뿌슷 앗 빠볘듸 끄 빠볘졔 비죳 스끄보즈 그로즤 시얄라 남 손체 스바보듸 이 례닌 볠리끼 남 뿌찌 아자릴 나스 븨라스찔 스딸린 나 볘르나슷 나로두 나 뜨룯 이 나 뽀드비기 나스 브다흐나빌 슬랍샤 아쪠체스뜨바 나쉐 스바볻나예 차스찌야 나로답 나됴쥐늬 아쁠롯 즈나먀 사볫스까예 즈나먀 나롣나예 뿌슷 앗 빠볘듸 끄 빠볘졔 비죳 믜 아르미유 나슈 라스찔리 브 스라줸야흐 자흐밧츼깝 뽀들릐흐 스 다로기 스몟쬼 믜 브 비뜨바흐 례솨옘 숟부 빠깔롄이 믜 끄 슬라볘 앗츼즈누 스바유 빠볘죰 슬랍샤 아쪠체스뜨바 나쉐 스바볻나예 슬라븨 나로답 나됴쥐늬 아쁠롯 즈나먀 사볫스까예 즈나먀 나롣나예 뿌슷 앗 빠볘듸 끄 빠볘졔 비죳 | Sojuz nerušimyj respublik svobodnyh Splotila naveki velikaja Rusj! Da zdravstvujet sozdannyj volej narodov Jedinyj, mogučij Sovetskij Sojuz! Slavjsä, Otečestvo naše svobodnoje, Družby narodov nadöžnyj oplot, Znamä sovetskoje, znamä narodnoje Pustj ot pobedy k pobede vedöt! Skvozj grozy sijalo nam solnce svobody, I Lenin velikij nam putj ozaril: Nas vyrastil Stalin — na vernostj narodu, Na trud i na podvigi nas vdohnovil! Slavjsä, Otečestvo naše svobodnoje, Sčastjä narodov nadöžnyj oplot, Znamä sovetskoje, znamä narodnoje Pustj ot pobedy k pobede vedöt! My armiju našu rastili v sraženjäh, Zahvatčikov podlyh s dorogi smetöm! My v bitvah rešajem sudjbu pokolenij, My k slave Otčiznu svoju povedöm! Slavjsä, Otečestvo naše svobodnoje, Slavy narodov nadöžnyj oplot, Znamä sovetskoje, znamä narodnoje Pustj ot pobedy k pobede vedöt! | [sɐˈjʉs nʲɪrʊˈʂɨmɨj rʲɪsˈpublʲɪk svɐˈbodnɨx] [splɐˈtʲilə nɐˈvʲekʲɪ vʲɪˈlʲikəjə ˈrusʲ] [ˈda ˈzdrastvʊjɪt ˈsozdənːɨj ˈvolʲɪj nɐˈrodəf] [jɪˈdʲinɨj mɐˈgutɕɪj sɐˈvʲetskʲɪj sɐˈjʉs] [ˈslafʲsʲə ɐˈtʲetɕɪstvə ˈnaʂɨ svɐˈbodnəjə] [ˈdruʐbɨ nɐˈrodəf nɐˈdʲɵʐnɨj ɐpˈlot] [ˈznamʲə sɐˈvʲetskəjə ˈznamʲə nɐˈrodnəjə] [ˈpusʲtʲ ɐt pɐˈbʲedɨ k‿pɐˈbʲedʲɪ vʲɪˈdʲɵt] [ˈskvosʲ ˈgrozɨ sʲɪjæˈlə ˈnam ˈsontsɨ svɐˈbodɨ] [ˈi ˈlʲenʲɪn vʲɪˈlʲikʲɪj ˈnam ˈputʲ ɐzɐˈrʲil] [ˈnas ˈvɨrəsʲtʲɪl ˈstalʲɪn nə ˈvʲernəsʲtʲ ˈnɐrodʊ] [nə ˈtrut ˈi nə ˈpodvʲɪɡʲɪ ˈnas vdəxnɐˈvʲil] [ˈslafʲsʲə ɐˈtʲetɕɪstvə ˈnaʂɨ svɐˈbodnəjə] [ˈɕːæsʲtʲjə nɐˈrodəf nɐˈdʲɵʐnɨj ɐpˈlot] [ˈznamʲə sɐˈvʲetskəjə ˈznamʲə nɐˈrodnəjə] [ˈpusʲtʲ ɐt pɐˈbʲedɨ k‿pɐˈbʲedʲɪ vʲɪˈdʲɵt] [ˈmɨ ˈarmʲɪjʉ ˈnaʂʊ rɐsʲˈtʲilʲɪ f‿srɐˈʐɛnʲjəx] [zɐxˈvatɕːɪkəf ˈpodlɨx z‿ˈdɐˈroɡʲɪ smʲɪˈtʲɵm] [ˈmɨ v‿ˈbʲitvəx rʲɪˈʂajɪm sʊdʲˈbu pəkɐˈlʲenʲɪj] [ˈmɨ k‿ˈslavʲɪ ɐˈtɕːiznʊ svɐˈju pəvʲɪˈdʲɵm] [ˈslafʲsʲə ɐˈtʲetɕɪstvə ˈnaʂɨ svɐˈbodnəjə] [ˈslavɨ nɐˈrodəf nɐˈdʲɵʐnɨj ɐpˈlot] [ˈznamʲə sɐˈvʲetskəjə ˈznamʲə nɐˈrodnəjə] [ˈpusʲtʲ ɐt pɐˈbʲedɨ k‿pɐˈbʲedʲɪ vʲɪˈdʲɵt] |

### 한국어 번역본
1절
자유로운 공화국들의 굳건한 단합을
위대한 러시아가 영원토록 결속시켰다
영원불멸하라, 인민의 의지로 만들어진
단일하고 강성한 소비에트 연방이여!
후렴
찬양받으라, 자유로운 우리의 조국이여,
인민의 우애의 강건한 성채여!
소비에트의 깃발, 인민의 깃발이,
우리를 승리에서 승리로 이끌어주리라!
2절
폭풍우를 뚫고 자유의 태양이 우리를 비추었고,
위대한 레닌께서 우리에게 길을 밝혀주셨다.
스탈린은 우리를 인민에게 충직하도록 길렀고,
노동과 위훈에로 고무하였노라!
후렴
찬양받으라, 자유로운 우리의 조국이여,
인민의 행복의 강건한 성채여!
소비에트의 깃발, 인민의 깃발이,
우리를 승리에서 승리로 이끌어주리라!
3절
우리는 전투 속에 우리의 군대를 양성하여,
비열한 침략자들을 길목에서 쓸어버릴 것이라!
우리는 결전 속에서 세대의 운명을 결정지어,
우리들 자신의 조국을 영광으로 인도하리라!
후렴
찬양받으라, 자유로운 우리의 조국이여,
인민의 영광의 강건한 성채여!
소비에트의 깃발, 인민의 깃발이,
우리를 승리에서 승리로 이끌어주리라!

## 1977년 가사
| 키릴 문자 | 한글독음 | 라틴음역 | 발음(IPA 표기) |
| Союз нерушимый республик свободных Сплотила навеки Великая Русь. Да здравствует созданный волей народов Единый, могучий Советский Союз! Припев: Славься, Отечество наше свободное, Дружбы народов надёжный оплот! Партия Ленина—сила народная Нас к торжеству коммунизма ведёт! Сквозь грозы сияло нам солнце свободы, И Ленин великий нам путь озарил: На правое дело он поднял народы, На труд и на подвиги нас вдохновил! Припев В победе бессмертных идей коммунизма Мы видим грядущее нашей страны, И Красному знамени славной Отчизны Мы будем всегда беззаветно верны! Припев | 사유즈 녜루쉬믜 리스뿌블릭 스바볻늬흐 스쁠라찔라 나볘끼 볠이까야 루스 다 즈드라슷부옛 소즈단늬 볼례히 나로답 이딘늬 마구츼 사볫스끼 사유즈 쁘리뼤브: 슬랍샤 아쪠체스뜨바 나쉐 스바볻나예 드루쥐븨 나로답 나됴쥐늬 아쁠롯 빠르찌야 례니나 실라나롣나야 나스 끄 따르줴스뜨부 깜무니즈마 비죳 스끄보즈 그로즤 시얄라 남 손체 스바보듸 이 례닌 볠리끼 남 뿌찌 아자릴 나 쁘라바예 졜라 온 뽀드냘 나로듸 나 뜨룻 이 나 뽀드비기 나스 브다흐나빌 쁘리뼤브 빠볘졔 볘스몌르뜨늬흐 이제히 깜무니즈마 믜 비딤 그리두쉬예 나쉐히 스뜨라늬 이 끄라스나무 즈나몌니 슬라브나히 앗츼즈늬 믜 부젬 브셰그다 볘자볘뜨나 볘르늬 쁘리뼤브 | Sojuz nerušimyj respublik svobodnyh Splotila naveki velikaja Rusj! Da zdravstvujet sozdannyj volej narodov Jedinyj, mogučij Sovetskij Sojuz! Pripev: Slavjsä, Otečestvo naše svobodnoje, Družby narodov nadöžnyj oplot, Partija Lenina — sila narodnaja Nas k toržestvu kommunizma vedöt! Skvozj grozy sijalo nam solnce svobody, I Lenin velikij nam putj ozaril, Na pravoje delo on podnäl narody, Na trud i na podvigi nas vdohnovil! Pripev V pobede bessmertnyh idej kommunizma My vidim gräduśeje našej strany, I krasnomu znameni slavnoj otčizny My budem vsegda bezzavetno verny! Pripev | [sɐˈjus nʲɪruˈʂɨmɨj rʲɪsˈpublʲɪk svɐˈbodnɨx] [splɐˈtʲilə nɐˈvʲekʲɪ vʲɪˈlʲikəjɪ ˈrusʲ] [də ˈzdrastvujɪt ˈsozdənɨj ˈvolʲɪj nɐˈrodəf] [jɪˈdʲinɨj mɐˈɡutɕɪj sɐˈvʲɛtskʲɪj sɐˈjus] [prʲɪˈpʲef] [ˈslafʲsʲə ɐˈtʲetɕɪstvə ˈnaʂɨ svɐˈbodnəjɪ] [ˈdruʐbɨ nɐˈrodəf nɐˈdʲoʐnɨj ɐˈplot] [ˈpartʲɪjə ˈlʲenʲɪnə sʲilə nɐˈrodnəjə] [nɐs k‿tərʐɨstˈvu kəmuˈnʲizmə vʲɪˈdʲot] [skvəzʲˈɡrozɨ sʲɪˈjalɐ nam ˈsontsɪ svɐˈbodɨ] [i ˈlʲenʲɪn vʲɪˈlʲikʲɪj nɐm ˈputʲ əzɐˈrʲil] [nɐ ˈpravəjɪ ˈdʲɛlə on ˈpodnʲɪl naˈrodɨ] [nɐ ˈtrud i nɐ ˈpodvʲɪɡʲɪ ˈnas vdəxnɐvʲɪl] [prʲɪˈpʲef] [f‿pɐˈbʲedʲɪ bʲɪˈsmʲɛrtnɨx ɪˈdʲej kəmuˈnʲizmə] [mɨ ˈvʲidʲɪm ɡrʲɪˈduɕːiə ˈnaʂɨj stranɨ] [i ˈkrasnəmu ˈznamʲɪnʲɪ ˈslavnəj ɐˈtɕiznɨ] [mɨ ˈbudʲɪm fsʲɪɡˈda bɪzːɐˈvʲɛtnə vʲɪrˈnɨ] [prʲɪˈpʲef] |

### 한국어 번역본
1절
자유로운 공화국들의 굳건한 단합을
위대한 러시아가 영원토록 결속시켰다!
영원하라,인민의 의지로 만들어진
단일하고 강성한 소비에트 연방이여!
후렴
찬양받으라, 자유로운 우리의 조국이여,
인민의 우애의 강건한 성채여!
인민의 힘인 레닌의 당이,
우리를 공산주의의 승리로 인도하리라!
2절
폭풍우를 뚫고 자유의 태양이 우리를 비추고,
위대한 레닌께서 우리에게 길을 밝혀주셨다.
그는 정의로써 우리를 일으켜,
노동과 위업에로 고무하였노라!
후렴
찬양받으라, 자유로운 우리의 조국이여,
인민의 우애의 이룬 강건한 성채여!
인민의 힘인 레닌의 당이,
우리를 공산주의의 승리로 인도하리라!
3절
공산주의 이념의 끝없는 승리 속에서
찬란한 조국의 미래를 보고 있으며,
영광스러운 조국의 붉은 기에
영원토록 몸과 마음을 바쳐 충성하리라!
후렴
찬양받으라, 자유로운 우리의 조국이여,
인민의 우애의 이룬 강건한 성채여!
인민의 힘인 레닌의 당이,
우리를 공산주의의 승리로 인도하리라!

## 같이 보기
- 러시아의 국가
- 애국가 (글린카)
- 인터내셔널가
- 만국의 노동자여, 단결하라!